# Anita Meiland
Alida Geertruida Maria (Anita) Meiland  (Haarlem, 12 november 1967) is een Nederlands voormalig roeister. Ze vertegenwoordigde Nederland bij verschillende grote internationale wedstrijden. Eenmaal nam ze deel aan de Olympische Spelen, maar won hierbij geen medailles.
In 1992 maakte ze haar olympische debuut bij de Olympische Spelen van Barcelona op het roeionderdeel dubbel-vier. Hierbij drong ze door tot de finale, waar ze met een tijd van 6.32,40 genoegen moest nemen met een vierde plaats. Haar beste prestatie van haar sportieve loopbaan behaalde ze in 1995 met het winnen van een bronzen plak op het WK roeien in het Finse Tampere.
In haar actieve tijd was ze eerst aangesloten bij KR&ZV Het Spaarne uit Heemstede, daarna bij de studentenroeivereniging ASR Nereus uit Amsterdam. Ze werd arts.

## Palmares

### roeien (skiff)
- 1985: 5e WK junioren in Brandenburg - 6.45,51

### roeien (twee zonder stuurvrouw)
- 1989: 7e WK in Bled - 7.53,31
- 1990: 7e WK in Tasmania Lake Barrington - 9.08,87

### roeien (dubbel-twee)
- 1984: 4e WK junioren in Jönköping Munksjö - 3.32,87

### roeien (dubbel-vier)
- 1983: 7e WK junioren in Vichy Allier - 3.35,07
- 1991: 4e WK in Wenen - 7.06,67
- 1992: 4e OS in Barcelona - 6.32,40
- 1993: 6e WK in Racice - 6.42,22
- 1995:  WK in Tampere - 6.43,22

Laurien Vermulst · 
Marjan Pentenga · 
Anita Meiland · 
Harriet van Ettekoven